# Magali
Magali (auch Magalí, Magalie oder Magaly geschrieben) ist ein weiblicher Vorname.

## Herkunft und Bedeutung
Der Vorname Magali ist provenzalischer Herkunft. Die Bedeutung ist nicht geklärt; in Frage kommt eine Ableitung von Margaretha oder vom provenzalischen Familiennamen Magal. Jedenfalls steht der Name in Südfrankreich auch für die Heilige Margareta von Antiochia.

## Namensträgerinnen
- Magali Alabau (* 1945), kubanische Schauspielerin, Regisseurin und Schriftstellerin
- Magali Baton (* 1971), französische Judoka
- Magaly Carvajal (* 1968), kubanische Volleyballnationalspielerin
- Magali Comte (* 1967), Schweizer Bogenschützin
- Magalí Datzira (* 1997), spanische Jazzmusikerin
- Magali Di Marco Messmer (* 1971), Schweizer Triathletin
- Magali Faure (* 1972), französische Bahnradsportlerin
- Magalí Fontana (* 1979), argentinische Tangosängerin
- Magali Greif (* 1998), deutsche Schauspielerin
- Magalí Herrera (1914–1992), uruguayische Künstlerin der Art brut
- Magali Imbert (* 1958), französische Musikerin
- Magali Kempen (* 1997), belgische Tennisspielerin
- Magali Mosnier (* 1976), französische Flötistin
- Magali Noël (1931–2015), französische Schauspielerin und Sängerin
- Magali Pache (1978–2000), Schweizer Radrennfahrerin
- Magaly Solier Romero (* 1986), peruanische Schauspielerin und Sängerin, die eine Angehörige der Quechua ist
- Magali Tisseyre (* 1981), kanadische Duathletin und Triathletin

## Fiktion
- Magali – Figur aus der brasilianische Comic-Serie Turma da Mônica